# علاقات تايلند الخارجية
تتولى وزارة الشؤون الخارجية في تايلاند العلاقات الخارجية للبلاد.
تشارك تايلاند بالكامل في المنظمات الدولية والإقليمية. وقد طورت علاقات وثيقة مع أعضاء آخرين في الآسيان -إندونيسيا وماليزيا والفلبين وسنغافورة وبروناي ولاوس وكمبوديا وميانمار وفيتنام- يعقد وزراء الخارجية والاقتصاد اجتماعاتهم السنوية. يتقدم التعاون الإقليمي في المجالات الاقتصادية والتجارية والمصرفية والسياسية والثقافية. في عام 2003، استضافت تايلاند منتدى التعاون الاقتصادي لآسيا والمحيط الهادئ. شغل الدكتور سوباتشاي بانيتشباكدي، نائب رئيس الوزراء التايلاندي السابق، منصب الأمين العام لمؤتمر الأمم المتحدة للتجارة والتنمية (الأونكتاد) من عام 2005 حتى 31 أغسطس 2013. وفي عام 2005، حضرت تايلاند قمة شرق آسيا الافتتاحية.
منذ الانقلاب العسكري في مايو 2014، تراجعت سمعة تايلاند العالمية، وفقًا للبروفيسور ثيتينان بونجسوديراك من جامعة شولالونجكورن. ويؤكد أنه «عندما تحل الذكرى الرابعة للانقلاب التايلاندي في وقت لاحق من هذا الشهر [مايو 2018]، ستكون العلاقات الخارجية لتايلاند واحدة من التكاليف العديدة التي يجب أن تحسب من الحكومة العسكرية... بدلًا من المضي قدمًا في العلاقات مع العالم الخارجي، تراجعت تايلاند إلى طريق مسدود».

## النزاعات
أجزاء من الحدود مع لاوس غير محددة. حُلَّ نزاع الحدود البحرية مع فيتنام، أغسطس 1997. أجزاء من الحدود البحرية مع كمبوديا متنازع عليها. هناك صراع متقطع مع ميانمار حول محاذاة الحدود.[بحاجة لمصدر]

## آسيا

### بنغلاديش
تعتبر العلاقات وثيقة وودية وقد قطعت أشواطًا لتحسين التجارة والاستثمار بين البلدين. أقيمت العلاقات الدبلوماسية في 5 أكتوبر 1972، وافتتحت تايلاند سفارتها في عام 1974، وأعقب ذلك أنشأت بنغلاديش سفارتها في بانكوك في العام التالي. كانت الزيارة الأولى بين البلدين هي زيارة الرئيس ضياء الرحمن إلى تايلاند في عام 1979، تلتها زيارة رئيس الوزراء بريم تينسولانوندا في عام 1983. وزار رؤساء دول أخرى مثل إرشاد في أعوام 1985 و1988 و1990 وتاكسين شيناواترا في يوليو وديسمبر 2002 ويناير 2004. تعد تايلاند دولة رئيسية في سياسة النظر شرقا في بنغلاديش، وقد بدأت العلاقات في الازدياد والتنوع في مجالات مختلفة.
تسعى الدولتان إلى عدم التدخل في الشؤون الداخلية لبعضهم كما يتضح من استجابتهم للأحداث التي وقعت في بلدانهم في عام 2006 مثل الانقلاب التايلاندي عام 2006 والأزمة السياسية في بنغلاديش 2006-2008. كلاهما له تعاون كبير في مؤتمرات القمة التي نظمها بيمستيك والمنتدى الإقليمي لرابطة أمم جنوب شرق آسيا. غالبًا ما يذهب البنغلاديشيون من الطبقة العليا والطبقة الوسطى إلى تايلاند لتلقي العلاج الطبي والعمليات التي لا تستطيع البنية التحتية الطبية في البلاد توفيرها.

### بروناي
بروناي لديها سفارة في بانكوك، وتايلاند لديها سفارة في بندر سيري بيغاوان. لطالما كانت العلاقات وثيقة وودية.

### كمبوديا
أجزاء من حدود كمبوديا مع تايلاند غير محددة، والحدود البحرية مع تايلاند ليست محددة بوضوح. في 5 نوفمبر 2009، استدعت تايلاند سفيرها من كمبوديا احتجاجًا على تعيين الحكومة الكمبودية للزعيم التايلاندي السابق ثاكسين شيناواترا مستشارًا اقتصاديًا. وصرح رئيس الوزراء التايلاندي أبهيسيت فيجاجيفا أن هذا كان أول إجراء دبلوماسي انتقامي ضد التعيين. وقال أيضًا إن كمبوديا تتدخل في الشؤون الداخلية التايلاندية، ونتيجة لذلك سيكون هناك مراجعة اتفاقيات التعاون الثنائي. صرحت الحكومة الكمبودية بأنها سترفض أي طلب لتسليم تايلاند لثاكسين لأنها تعتبره ضحية للاضطهاد السياسي.
في الأشهر التي سبقت القرار الكمبودي، اشتبكت القوات من كلا البلدين على الأراضي التي يطالب بها البلدان المجاورة مباشرة لمعبد برياه فيهيار في كمبوديا، ما أدى إلى تدهور العلاقات. في الساعة 20:30 من يوم 5 نوفمبر، أعلنت كمبوديا أنها ستسحب سفيرها من تايلاند كإجراء انتقامي. قال سوك آن، عضو مجلس الوزراء ونائب رئيس وزراء كمبوديا، إن تعيين ثاكسين قرار داخلي لكمبوديا وإنه يتوافق مع الممارسات الدولية. إن سحب السفراء المتبادل هو أشد الإجراءات الدبلوماسية التي حدثت بين البلدين.

### الصين
أقامت تايلاند علاقات دبلوماسية مع جمهورية الصين الشعبية في 1 يوليو 1975. وتظل حليفًا إقليميًا رئيسيًا للصين، مع تعاون متزايد بين البلدين.

### الهند
أقيمت العلاقات الدبلوماسية بين الهند وتايلاند عام 1947، بعد فترة وجيزة من حصول الهند على الاستقلال. تحتفظ تايلاند بثلاثة مناطق دبلوماسية في الهند؛ في مومباي ونيودلهي وكلكتا. تحتفظ الهند بثلاثة مناطق في تايلاند؛ في بانكوك وشيانغ ماي وأ موانج.
أدت نهاية الحرب الباردة إلى تعزيز كبير في مضمون ووتيرة التفاعلات الثنائية. مهدت سياسة الهند تجاه الشرق منذ عام 1993 وسياسة النظر إلى الغرب التي انتهجتها تايلاند منذ عام 1996 المسرح لتوطيد جوهري للعلاقات الثنائية. شهدت السنوات القليلة الماضية منذ عام 2001 دفئًا متزايدًا، وزيادة الروابط الاقتصادية والتجارية، وتبادل الزيارات رفيعة المستوى من كلا الجانبين، وتوقيع عدد كبير من الاتفاقيات التي أدت إلى مزيد من تكثيف العلاقات. تتعاون تايلاند والهند في العديد من المنتديات المتعددة الأطراف مثل شراكة الحوار الهندية مع الآسيان، ومنتدى الآسيان الإقليمي، وقمة شرق آسيا، والتجمع شبه الإقليمي بيمستيك الذي يضم بنغلاديش والهند وسريلانكا وتايلاند وميانمار ونيبال وبوتان، وروابط النقل الثلاثية مع تايلاند وميانمار والهند. الهند هي عضو في حوار التعاون الآسيوي الذي بدأته تايلاند في عام 2002 وفي تعاون ميكونغ غانغا، وهي مجموعة من ستة بلدان.

### إندونيسيا
يُنظر إلى إندونيسيا وتايلاند على أنهما حليفان طبيعيان. أقامت الدولتان علاقات دبلوماسية في عام 1950 وتتمتعان بعلاقة ودية منذ ذلك الحين. وقد أنشأ كلا البلدين سفارات. إندونيسيا لديها سفارتها في بانكوك وقنصلية في سونغكلا، بينما تايلاند لديها سفارتها في جاكرتا. كان هناك زيارات دولة لسنوات. كلا البلدين من مؤسسي الآسيان وأعضاء حركة عدم الانحياز وأبيك. كما اختيرت إندونيسيا كمراقب في النزاع الحدودي بين كمبوديا وتايلاند.

### إسرائيل
تقيم إسرائيل وتايلاند علاقات رسمية منذ يونيو 1954. تأسست السفارة الإسرائيلية في بانكوك في عام 1958. منذ عام 1996، يوجد لتايلاند سفارة في تل أبيب. بعد فيضانات 2011، أرسلت إسرائيل خبراء إدارة المياه إلى تايلاند. تشارك الأميرة تشولابورن ماهيدول في دفع عجلة التعاون العلمي بين البلدين. السفير التايلاندي لدى إسرائيل هو جوكر بون لونغ.

### اليابان
أصبحت اليابان شريكًا تجاريًا رئيسيًا ومستثمرًا أجنبيًا لتايلاند. اليابان هي أكبر مورد لتايلاند، تليها الولايات المتحدة. منذ عام 2005، ساعد الارتفاع السريع في تصدير السيارات اليابانية (خاصة تويوتا ونيسان وإيسوزو) على تحسين الميزان التجاري بشكل كبير، إذ أنتِج أكثر من مليون سيارة العام الماضي. على هذا النحو، انضمت تايلاند إلى صفوف الدول العشر الأولى المصدرة للسيارات في العالم. في عام 2007، جرى توقيع اتفاقية الشراكة الاقتصادية بين اليابان وتايلاند، والتي تهدف إلى التجارة الحرة بين البلدين بعد فترة انتقالية مدتها 10 سنوات.

### لاوس
في بعض النواحي، يمكن اعتبار تايلاند تهديدًا أكبر لاستقلال لاوس من فيتنام بسبب تقاربها الثقافي الوثيق، وسهولة الوصول إليها، وسيطرتها على طرق السكك الحديدية والطرق السريعة المؤدية إلى البحر. كما يوفر نهر ميكونغ، الذي يهتم الجانبان به إقامة نهر من السلام الحقيقي والصداقة -كما دعا إليه رؤساء وزرائهم في عام 1976- شريانًا بين الشمال والجنوب خلال موسم الأمطار.